# Knut Nyblad
Knut Nyblad, född 17 maj 1904 i Stockholm, död 19 februari 1985 i Farsta. Han spionerade mot Sverige för Sovjetunionens räkning under andra världskriget. Han dömdes till 12 års straffarbete för spioneri tillsammans med sin bror Allan Nyblad år 1942.